# Valerij Legasov
Valerij Aleksejević Legasov (rusko: Валерий Алексеевич Легасов), sovjetski anorganski kemik, fizik, profesor in član Akademije znanosti ZSSR, * 1. september 1936 Tula, ruska SFSR, Sovjetska zveza, † 26. april 1988 Moskva, Rusija.  
Legasova se mnogi najbolj spominjajo predvsem po delu vodje komisije za preiskovanje černobilske nesreče.

## Biografija

### Zgodnje življenje
Valerij Legasov se je rodil 1. septembra 1936 v Tuli. Srednjo šolo je obiskoval v Kursku. V letih 1949–1954 je obiskoval šolo št. 56 v Moskvi in diplomiral z zlato medaljo. Šola zdaj nosi njegovo ime, na vhodu pa stoji njegovo bronasto poprsje. Poročil se je z Margarito Mikhailovna in imel hčerko Ingo Legasovo.
Leta 1961 je opravil diplomo na Fakulteti za fizikalno kemijsko tehniko na Moskovskem inštitutu za kemijo in tehnologijo Mendeleev.
Delal je kot sekretar komsomolskega odbora Moskovskega inštituta za kemijsko tehnologijo. 
Leta 1962 se je pridružil podiplomski šoli na Oddelku za molekularno fiziko Kurčatovega inštituta za atomsko energijo, najprej kot mlajši, nato višji raziskovalec in nazadnje kot vodja laboratorija. Leta 1967 je na Inštitutu Kurchatov pod mentorstvom Isaacom Kikoinom opravljal diplomsko nalogo o sintezi spojin žlahtnih plinov in preučevanju njihovih lastnosti. Leta 1967 je opravil diplomo, leta 1972 pa je doktoriral iz kemije. 
Leta 1976 je bil izvoljen za dopisnega člana Akademije znanosti ZSSR. 
Od leta 1978 do 1983 je bil profesor na moskovskem Inštitutu za fiziko in tehnologijo. 
Leta 1981 je postal polnopravni član Akademije znanosti ZSSR na Oddelku za fizikalno kemijo in tehnologijo anorganskih materialov.
Od leta 1983 do svoje smrti je delal kot predstojnik oddelka za radiokemijo in kemijsko tehnologijo na Fakulteti za kemijo na Moskovski državni univerzi. Leta 1983 je postal prvi namestnik direktorja za znanstveno delo Kurčatovega inštituta za atomsko energijo. 
Legasov je preučeval metode za sintezo in lastnosti novih spojin z elementi v visokih stopnjah oksidacije;  jedrska in plazemska tehnologija;  tehnologija za varčevanje z energijo in vodikova energija. Pod njegovim vodstvom je bila v najnovejšem delu anorganske kemije ustanovljena znanstvena šola - kemija plemenitih plinov.
Že pred černobilsko katastrofo je bilo znano, da je Legasov poudarjal potrebo po novih varnostnih metodah za preprečevanje velikih jedrskih katastrof.

### Černobilska nesreča
Do katastrofe v Černobilu 26. aprila 1986 je bil Legasov prvi namestnik direktorja Inštituta za atomsko energijo Kurchatov. Postal je ključni član vladne komisije, ustanovljene za preiskovanje vzrokov nesreče in načrtovanje ublažitve njenih posledic. Sprejel je veliko pomembnih ukrepov, da bi se izognil ponavljajočim se nesrečam, in vlado obvestil o razmerah na območju nesreče. S svojimi kolegi znanstveniki in tiskom se ni obotavljal pogovarjati o varnostnih tveganjih uničene rastline in vztrajal pri takojšnji evakuaciji celotnega prebivalstva mesta Pripjat v bližini. Avgusta 1986 je na posebnem zasedanju Mednarodne agencije za jedrsko energijo (IAEA) na Dunaju predstavil poročilo sovjetske delegacije. Njegovo poročilo je pokazalo globino analize in poštenosti pri razpravi o obsegu in posledicah tragedije. Legasov je posnel pet avdio kaset, kjer je izrazil svoje stališče do dogodkov v Černobilu. Zadnji trak je bil posnet z Alešem Adamovičem kot intervju za članek.  

### Poznejše življenje
Pozneje po nesreči je Legasov pisal še veliko podatkov in stvari o Černobilski nesreči, ki takrat še niso bile razkrite. Še naprej je delal kot predstojnik oddelka za radiokemijo in kemijsko tehnologijo na Fakulteti za kemijo na Moskovski državni univerzi. Leta 1987 s tajnim glasovanjem Legasov ni bil izvoljen v Znanstveno-tehnični svet (100 glasov za, 129). V letih 1986-1987 je bil dvakrat nominiran za naziv Junaka socialističnega dela, vendar obakrat ni bil nagrajen. Obstaja različica, v skladu s katero je MS Gorbačov s seznama črtal Legasova in druge uslužbence inštituta Kurchatov. Sam Gorbačov je to kasneje zanikal.
Ker Sovjetske oblasti niso hotele priznati napak v zasnovah reaktorjev, ki so igrali pomembno vlogo v černobilski nesreči in ker se po nesreči niso soočile s pomanjkljivostmi oblikovanja, je Legasov močno trpel zaradi poslabšanja svojega psihološkega stanja glede nesreče. Poleg tega je bil med nesrečo izpostavljen veliki dozi sevanja zaradi česar so mu začeli počasi odpadati lasje, in na nekaterih delih telesa se mu je barva kože počasi spreminjala, prav tako pa se je leto in pol po nesreči njegov glas nekoliko spremenil. Legasov je vedel, da bo čez nekaj let zbolel za rakom. 28. julija 1987 je Legasov prvič poskušal storiti samomor ob zavrnitvi podelitve naziva Junaka socialističnega dela, vendar so ga njegovi sodelavci na inštitutu uspeli rešiti. 29. avgusta 1987 je drugič poskušal storiti samomor, a mu ponovno ni uspelo potem, ko so ga zdravniki uspeli rešiti. Na predvečer druge obletnice nesreče v Černobilu je Legasov 25. aprila 1988 na zasedanju Akademije znanosti predstavil načrt za ustanovitev sveta za boj proti stagnaciji v sovjetski znanosti in lastnega inštituta za jedrsko varnost, vendar je bila njegova ponudba zavrnjena.

### Smrt
26. aprila 1988, na dan druge obletnice černobilske nesreče in en dan preden naj bi objavil svoje rezultate preiskave vzrokov katastrofe, si je Legasov po tretjem poskusu samomora, ob 1:23 vzel življenje z obešanjem v svojem stanovanju njegovega bloka v Moskvi. Nekateri viri pravijo, da se je obesil na stopnišču pred njegovim stanovanjem, nekateri pa, da se je obesil v njegovi pisarni v stanovanju. Svojo lastno pištolo je Legasov pospravil v predal omare in se odločil, da se bo obesil. Preden se je obesil, je na dikfaton posnel zgodbo o malo znanih dejstvih v zvezi z nesrečo. Po eni od različic je bil razlog za samomor pritisk uradnih oblasti ZSSR na potek preiskave černobilske katastrofe in ozračje popolne tajnosti. Ob smrti je bil star 51 let. Po njegovi smrti je bil pokopan na novodeviškem pokopališču v Moskvi, ob njegovem grobu pa je bil pokopan tudi Boris Ščerbina.

## Zapuščina
Legasovov samomor je povzročil udarne valove v sovjetski jedrski industriji. Hitro je bil priznan in odpravljen tudi problem z zasnovo krmilnih palic v reaktorjih RBMK elektrarne v Černobilu. Po njegovi smrti so Sovjetske oblasti končno priznale napake o zasnovah jedrskih reaktorjev.   
Takratni ruski predsednik Boris Jelcin je 20. septembra 1996 Legasovu posmrtno podelil častni naziv heroj Ruske federacije, najvišji častni naslov države, za »pogum in junaštvo«, ki ju je pokazal v svoji preiskavi nesreče.

## V popularni kulturi
Legasova so upodobili Ade Edmondson v BBC-jevi dokumentarni knjigi Surviving Disaster (2006), Adam Curtis v svoji dokumentarni seriji Pandorina skrinjica (1992) in Jared Harris v miniseriji HBO Černobil (2019). 